# Anja Berger
Anja Berger (* 5. März 1992 in Münster) ist eine deutsche Torhüterin.

## Werdegang
Anja Berger begann in Wolbeck beim VfL mit dem Fußball spielen und durchlief mehrere Jugendabteilungen. Im Sommer 2007 wechselte sie nach Gütersloh zum FC Gütersloh 2000 in die Jugendabteilung. Nach nur einem Jahr wechselte sie im Sommer 2008 von der Jugend des FC Gütersloh 2000 zum Regionalligisten DJK Eintracht Coesfeld in die Damenmannschaft. Auch hier blieb sie nur ein Jahr und wechselte im Sommer 2009 zum FSV Gütersloh 2009 in den Zweitligakader.
Am 27. September 2009 gab sie im Alter von 17 Jahren, auswärts beim Magdeburger FFC, in der Startelf ihr Debüt in der 2. Bundesliga Nord. In dieser Saison machte sie noch zwei weitere Spiele für den FSV Gütersloh 2009. In der Saison 2011/12 belegte der Verein zwar den zweiten Platz in der Endtabelle der 2. Bundesliga Nord, da aber der Erstplatzierte, die zweite Mannschaft von 1. FFC Turbine Potsdam, nicht in die 1. Bundesliga aufsteigen durfte, rückte der FSV Gütersloh 2009 nach und stieg in die 1. Bundesliga auf.
Am 14. April 2013, im Heimspiel gegen Bayern München, absolvierte Anja Berger ihr Bundesligadebüt. Sie stand zudem in der Startelf. Nachdem Gütersloh bereits nach einer Saison wieder in die 2. Bundesliga abstieg, wechselte sie zur neuen Saison zum 1. Bundesligisten SGS Essen. Nach der Saison 2013/2014 in dem sie in drei Bundesliga-Spielen für Essen auflief, verließ sie den Verein und unterbrach für ihr Examensjahr der Physiotherapieausbildung am Universitätsklinikum Essen die aktive Karriere.

## Privat
Anja Berger absolvierte erfolgreich von 2012 bis 2015 ihre Ausbildung zur Physiotherapeutin am Universitätsklinikum in Essen.

## Erfolge
- Westfalenpokalsieger 2009 mit dem DJK Coesfeld
- Bundesliga-Aufstieg 2012 mit dem FSV Gütersloh 2009